# O Jesus, ditt ord är vårt hus och vår lykta
O Jesus, ditt ord är vårt hus och vår lykta är en psalm med text skriven 1918 av August Bohman och musiken är hämtad ur Pilgrimssånger från 1859. Texten bearbetades 1986 av Gunnar Melkstam.

## Publicerad i
- Psalmer och Sånger 1987 som nr 417 under rubriken "Kyrkan och nådemedlen - Ordet".[1]